# Пинга (бразильский футболист)
Жозе Ласаро Роблес (порт. José Lázaro Robles; 11 февраля 1924, Сан-Паулу — 8 мая 1996, Кампинас), более известный под именем Пинга (порт. Pinga) — бразильский футболист, нападающий. С 1944 года по 1963 год забил 202 мяча в 270 играх.

## Карьера

### Клубная
Пинга родился 11 февраля 1924 года в районе Моока города Сан-Паулу. Карьера Пинги началась в клубе «Жувентус» в 1940 году, затем он перешёл в клуб «Португеза Деспортос», дебютировав в команде 16 марта 1944 года в матче с его бывшим клубом «Жувентусом», проигранный «Португезой» со счётом 0:2. Через несколько лет в «Португезу» перешёл и старший брат Пинги, Арналдо (позже прозванный Пинга II), они вместе до сих пор являются единственными братьями, вместе выступавшими в составе «Деспортос». В 1950 году Пинга стал лучшим снайпером Чемпионата штата Сан-Паулу с 22 мячами, а через 2 года в 1952 году Пинга выиграл в составе «Португезы» свой первый и единственный титул чемпиона Рио-Сан-Паулу, в котором также был лучшим снайпером. В «Португезе» Пинга забил 190 голов, из них 132 в чемпионате, 18 в турнире Рио-Сан-Паулу, 16 в международных матчах и 24 гола в товарищеских играх.
В начале 1953 года Пинга был продан в клуб «Васко да Гама», там футболист был чуть менее заметен, но на то были объективные причины: Пинга, в «Португезе» игравший центрального нападающего, в «Васко» играл на левом краю нападения. Однако в «Васко» Пинга был основным игроком и выиграл с клубом два чемпионата Рио-де-Жанейро и турнир Рио-Сан-Паулу. В начале 1961 года Пинга вернулся в «Жувентус», причиной продажи игрока стала плохая форма игрока — он забил за год лишь 1 мяч. В «Жувентусе» Пинга и завершил свою карьеру в 1963 году.

### Международная
В 1950 году Пинга был впервые вызван в состав сборной Бразилии, дебютировав в команде 7 мая на кубке Освалдо Круза с Парагваем, дебют вышел впечатляющим, Пинга забил оба гола своей команды, а игра завершилась со счётом 2:0 в пользу бразильцев, а через 5 дней во втором матче с Парагваем вновь отличился, забив первый из 4-х мячей сборной Бразилии. Несмотря на эти успехи, наставником сборной Флавио Костой Пинга не вызывался и не поехал на домашний для Бразилии чемпионат мира. Лишь в 1952 году Пинга был вызван в национальную команду на Панамериканские игры, выигранные бразильцами, на турнире Пинга сыграл 4 игры и забил 2 мяча. Был футболисти в составе сборной, участвовавшей на южноамериканском чемпионате в 1953 году, там футболист провёл все 6 матчей и забил 2 мяча (оба в ворота Боливии в первой игре). В 1954 году Пинга в составе бразильской сборной поехал на чемпионат мира и забил 2 гола в дебютной встрече со сборной Мексики, потом провёл матч с Югославией, но в третьей игре, в которой Венгрия выбила Бразилию уже не выступал. Последний матч Пинга провёл против сборной Парагвая 13 ноября 1955 года.

## Достижения

### Командные
- Обладатель кубка Освалдо Круза: 1950, 1955
- Чемпион турнира Рио-Сан-Паулу: 1952, 1958
- Чемпион панамериканские игр: 1952
- Чемпион штата Рио-де-Жанейро: 1956, 1958

### Личные
- Лучший бомбардир чемпионата штата Сан-Паулу: 1950 (22 гола)
- Лучший бомбардир турнира Рио-Сан-Паулу: 1952 (11 голов)